# Vrbka (Postoloprty)
Vrbka  je vesnice, část města Postoloprty v okrese Louny. Nachází se asi 2,5 km na sever od Postoloprt. V roce 2012 zde bylo evidováno 34 adres. V roce 2011 zde trvale žilo 48 obyvatel.
Vrbka leží v katastrálním území Vrbka u Postoloprt o rozloze 2,92 km².

## Historie
Nejstarší písemná zmínka o vsi pochází z roku 1396, kdy zde měla majetek Markéta, vdova po Ješkovi ze Světce. Ještě před husitskými válkami se majitelem celé vesnice stal benediktinský klášter Porta Apostolorum v Postoloprtech. Za husitských válek se Vrbky zmocnily Louny. Tuto informací podává rejstřík neprávem zcizeného majetku církevním institucím, pořízený v roce 1454. Louny podle něj vedle mnoha dalších vesnic musely královské komoře vrátit i Vrbku s devíti statky. V lounské účetní knize jsou zachyceny poddanské dávky i jména poddaných z let 1451–53. Kromě jiných ve Vrbce žili rychtář Jan Okruhlík, Janek Obešlo, Káča Šeborka, Martin Půlvejce a Janek Kozlík.

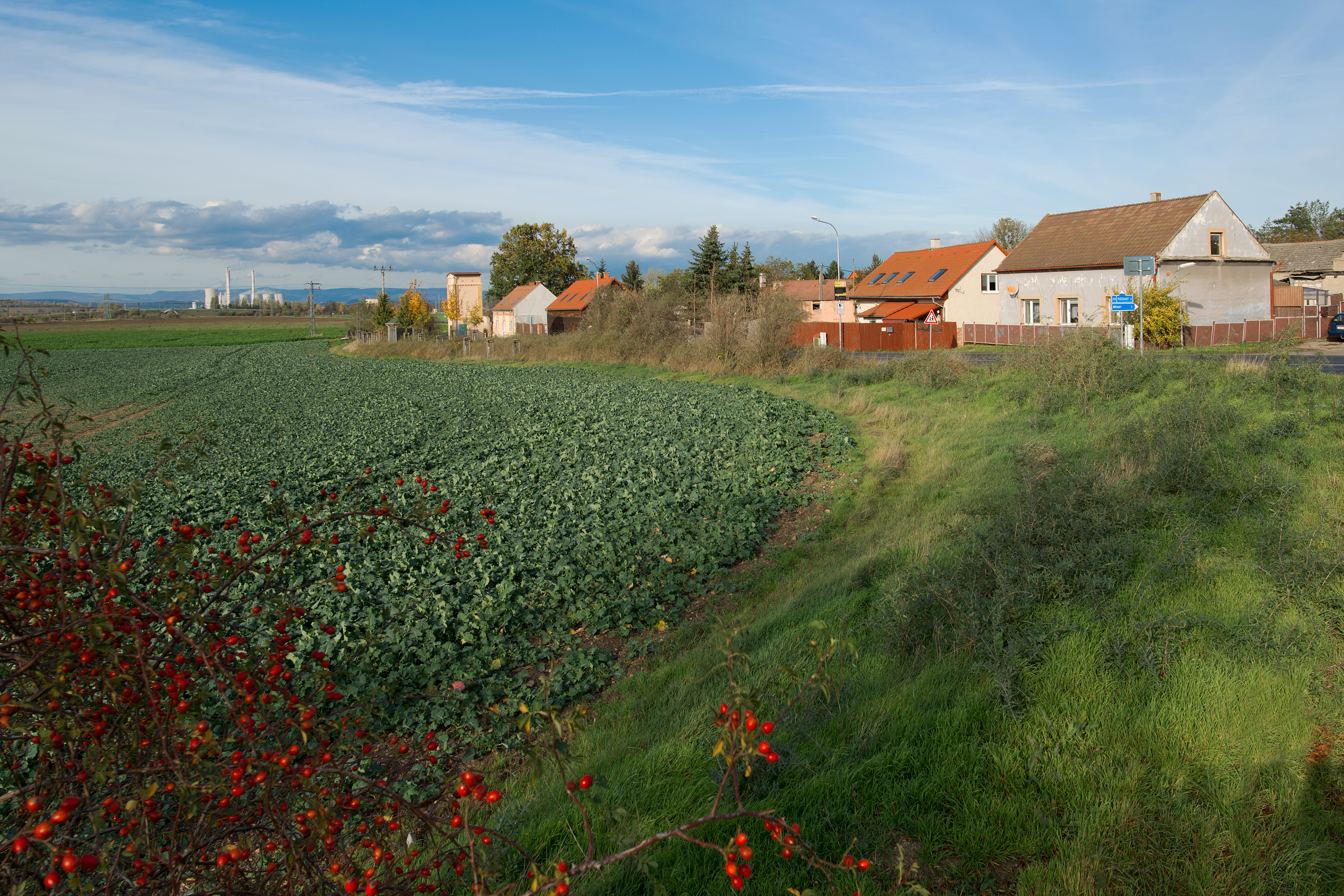
Západní okraj vsi, v pozadí elektrárna Počerady

V roce 1465 nechal Jiří z Poděbrad celé postoloprtské panství v hodnotě 12 000 kop včetně Vrbky zapsat svým synům Viktorínovi, Jindřichovi a Hynkovi. V rozmezí let 1480–1502 je sourozenci postupně prodali příslušníkům rodiny Veitmilů. Neznámo kdy ale Veitmilové Vrbku prodali. V roce 1535 ji totiž rytíř Bartoloměj z Velebudic prodal Šebestiánovi z Veitmile, resp. tu její část, která mu patřila. Do poloviny 16. století pak Veitmilové vykoupili zbývající část vesnice a připojili ji k postoloprtskému panství, kde zůstala až do zrušení vrchnostenské správy v roce 1849.
Třicetiletá válka Vrbce způsobila značné škody. Podle berní ruly z roku 1654 bylo ve vsi z patnácti statků jedenáct pustých.
Ve dvacátých letech 18. století začali u Vrbky Schwarzenbergové těžit hnědé uhlí. Postupně se Vrbka stala hornickým místem a v 19. století byla hlavním těžebním prostorem postoloprtského revíru. V 60. letech byly u Vrbky v provozu čtyři šachty, z toho dvě patřily schwarzenberské horní správě, další dvě jiných majitelů byly menší. V roce 1911 byla na návrší zvaném Na Vinici jižně od vsi postavena těžní věž. Důl dostal jméno Terezie. Zásoboval uhlím cukrovar ve Březně. Pro tento účel byla zřízena lanová dráha. Důl byl v provozu do roku 1929, čtyři roky nato byl zasypán.
Roku 1904 byl ve Vrbce založený okrašlovací spolek. V témže roce 1904 existoval ve vsi hostinec a působili zde dva obchodníci, kovář a švec. Od poloviny 17. století se Vrbka postupně germanizovala. Při sčítání v roce 1930 se k české národnosti hlásilo jen 19 Čechů. Z toho důvodu zde nebyl založený žádný český spolek. České děti navštěvovaly menšinovou školu ve Rvenicích.

## Obyvatelstvo
|                                                                            | 1869 | 1880 | 1890 | 1900 | 1910 | 1921 | 1930 | 1950 | 1961 | 1970 | 1980 | 1991 | 2001 | 2011 |
| -------------------------------------------------------------------------- | ---- | ---- | ---- | ---- | ---- | ---- | ---- | ---- | ---- | ---- | ---- | ---- | ---- | ---- |
| Obyvatelé                                                                  | 183  | 204  | 210  | 236  | 265  | 241  | 248  | 142  | 133  | 84   | 65   | 83   | 67   | 48   |
| Domy                                                                       | 23   | 26   | 28   | 37   | 43   | 43   | 50   | 45   | .    | 27   | 23   | 26   | 32   | 32   |
| Počet domů z roku 1961 je zahrnut v celkovém počtu domů města Postoloprty. |      |      |      |      |      |      |      |      |      |      |      |      |      |      |

## Pamětihodnosti
- Kaple[14] postavená po roce 1836. V soupisu kaplí a křížů litoměřické diecéze, pořízeném v tomto roce, se ještě nevyskytuje.[15]

## Galerie

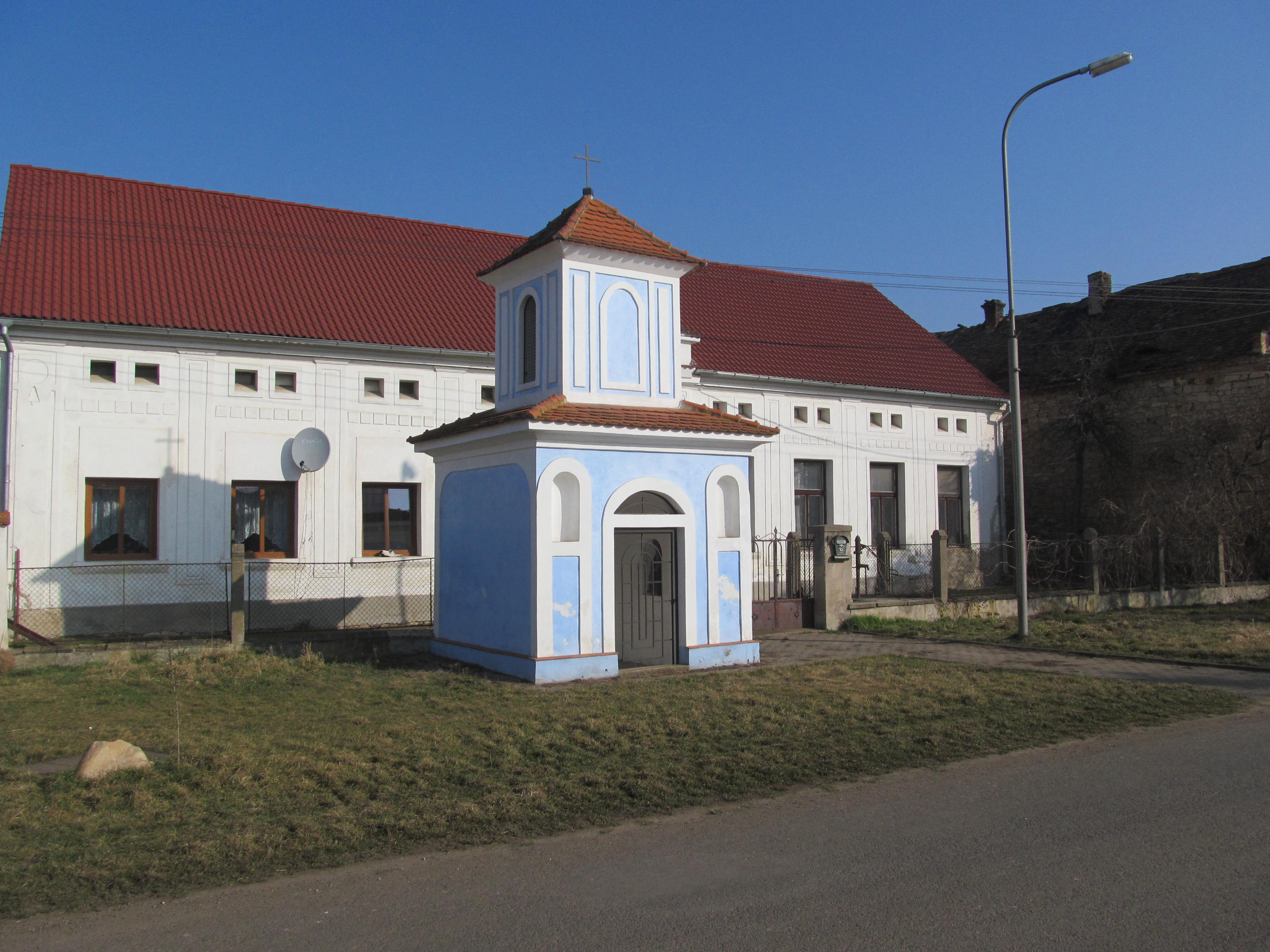
Kaplička
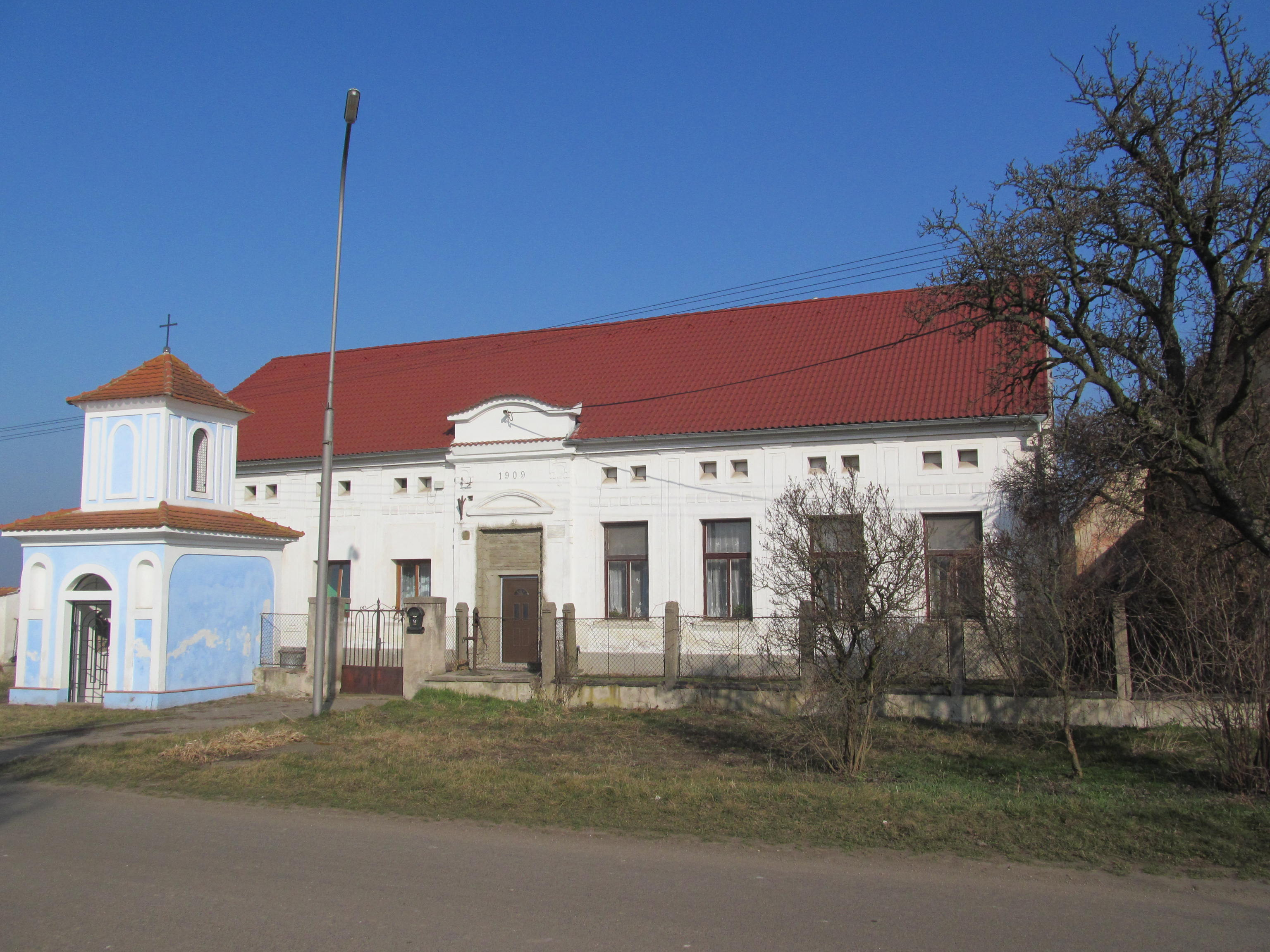
Bývalá škola
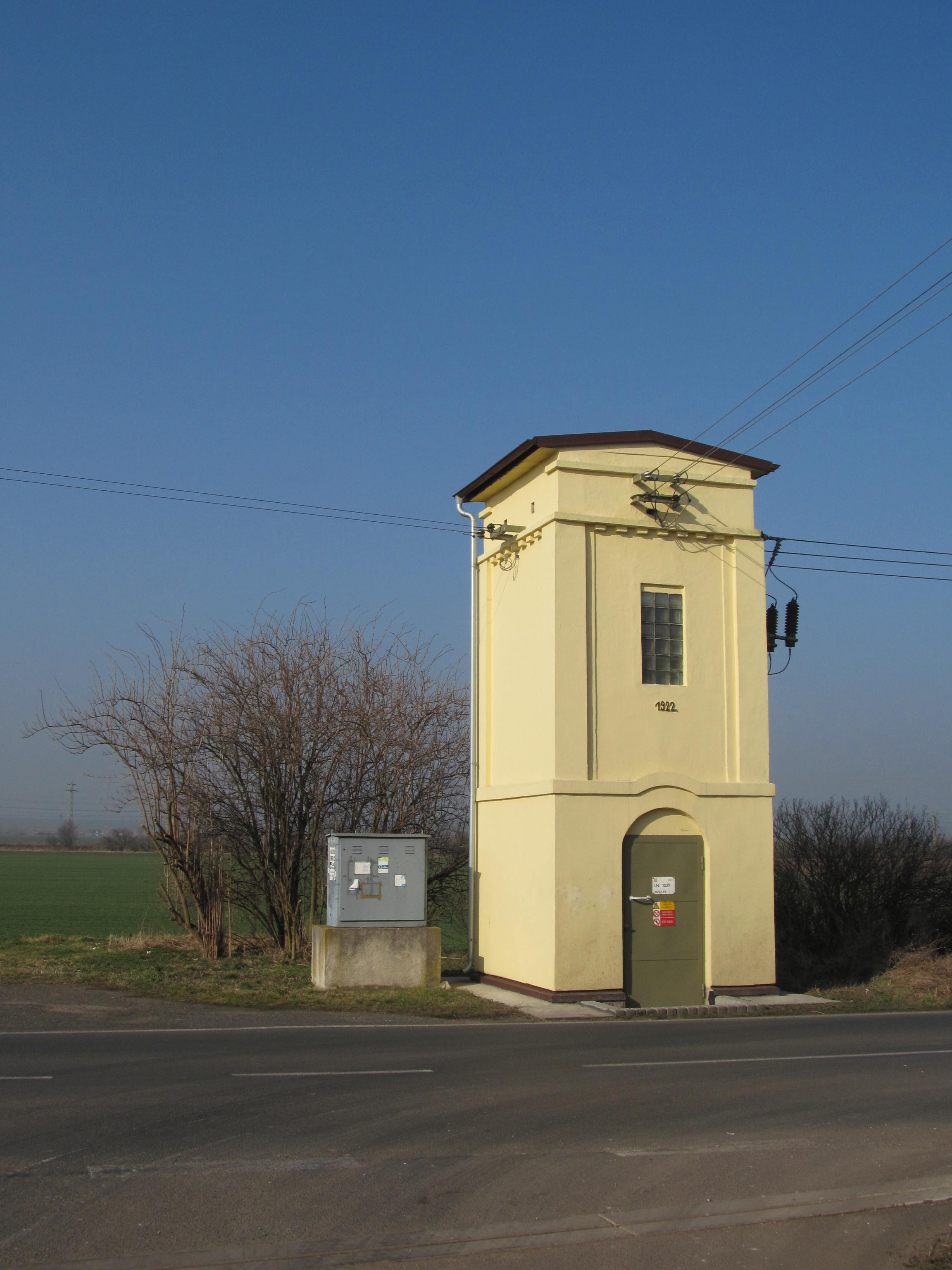
Transformátor